# Radek Dosoudil
Radek Dosoudil (Mladá Boleslav, 20 giugno 1983) è un calciatore ceco, difensore dello Slavoj Vyšehrad.

## Palmarès

### Club

#### Competizioni nazionali
- Campionato slovacco: 3

Artmedia Bratislava: 2007-2008
Slovan Bratislava: 2008-2009, 2010-2011